# María Teresa Torró Flor
María Teresa Torró Flor (Villena, 2 maggio 1992) è una tennista spagnola.

## Carriera
A livello giovanile ottiene come risultato migliore la finale del doppio ragazze al Roland Garros 2010 insieme a Lara Arruabarrena Vecino.
Nell'ITF Women's Circuit riesce a vincere un totale di dieci tornei in singolare e uno nel doppio. Nel 2012 vince una serie di trentacinque match consecutivi con sei tornei conquistati.
Vince il suo primo titolo WTA nell'aprile 2014 a Marrakech dove raggiunge la finale senza perdere set e nel match decisivo supera la svizzera Romina Oprandi per 6-3, 3-6, 6-3.

## Statistiche WTA

### Singolare

#### Vittorie (1)
| Legenda               |
| --------------------- |
| Grande Slam (0)       |
| Ori Olimpici (0)      |
| WTA Finals (0)        |
| Premier Mandatory (0) |
| Premier 5 (0)         |
| Premier (0)           |
| International (1)     |
| WTA 125s (0)          |

| N. | Data           | Torneo                                              | Superficie  | Avversaria in finale | Punteggio     |
| 1. | 27 aprile 2014 | Grand Prix SAR La Princesse Lalla Meryem, Marrakech | Terra rossa | Romina Oprandi       | 6-3, 3-6, 6-3 |

### Doppio

#### Vittorie (3)
| Legenda               |
| --------------------- |
| Grande Slam (0)       |
| Ori Olimpici (0)      |
| WTA Finals (0)        |
| Premier Mandatory (0) |
| Premier 5 (0)         |
| Premier (0)           |
| International (3)     |
| WTA 125s (0)          |

| N. | Data            | Torneo                                | Superficie  | Compagna                 | Avversarie in finale             | Punteggio            |
| 1. | 12 gennaio 2013 | Moorilla Hobart International, Hobart | Cemento     | Garbiñe Muguruza Blanco  | Tímea Babos Mandy Minella        | 6-3, 7-6(5)          |
| 2. | 20 luglio 2014  | Swedish Open, Båstad                  | Terra rossa | Andreja Klepač           | Jocelyn Rae Anna Smith           | 6-1, 6-1             |
| 3. | 1º marzo 2015   | Abierto Mexicano Telcel, Acapulco     | Cemento     | Lara Arruabarrena Vecino | Andrea Hlaváčková Lucie Hradecká | 7-6(2), 5-7, [13-11] |

#### Sconfitte (1)
| Legenda               |
| --------------------- |
| Grande Slam (0)       |
| Argenti Olimpici (0)  |
| WTA Finals (0)        |
| Premier Mandatory (0) |
| Premier 5 (0)         |
| Premier (0)           |
| International (1)     |
| WTA 125s (0)          |

| N. | Data           | Torneo                      | Superficie  | Compagna       | Avversarie in finale                | Punteggio        |
| 1. | 13 luglio 2014 | Gastein Ladies, Bad Gastein | Terra rossa | Andreja Klepač | Karolína Plíšková Kristýna Plíšková | 6-4, 3-6, [6-10] |

## Statistiche ITF

### Singolare

#### Vittorie (18)
| Torneo $100.000 (2) |
| Torneo $80.000 (0)  |
| Torneo $75.000 (1)  |
| Torneo $60.000 (0)  |
| Torneo $50.000 (2)  |
| Torneo $25.000 (7)  |
| Torneo $15.000 (3)  |
| Torneo $10.000 (3)  |

| N.  | Data             | Torneo                                                                          | Superficie  | Avversaria in finale    | Punteggio     |
| 1.  | 14 dicembre 2008 | Torneo Internacional Ciudad de Benicarlo, Benicarló                             | Terra rossa | Ashley Weinhold         | 6-4, 1-6, 7-5 |
| 2.  | 18 ottobre 2009  | ITF Women's Circuit Antalya, Adalia                                             | Terra rossa | Anna Orlik              | 6-0, 6-3      |
| 3.  | 28 febbraio 2010 | Ciudad de la Raqueta, Madrid                                                    | Terra rossa | Giulia Gatto-Monticone  | 7-5, 3-6, 6-4 |
| 4.  | 24 aprile 2011   | Torneo Tirreno Power, Civitavecchia                                             | Terra rossa | Anna-Giulia Remondina   | 6-3, 6-4      |
| 5.  | 22 aprile 2012   | Torneo Tirreno Power, Civitavecchia                                             | Terra rossa | Julija Bejhel'zymer     | 3-6, 7-5, 6-2 |
| 6.  | 10 giugno 2012   | Smart Card Open Monet+, Zlín                                                    | Terra rossa | Jasmina Tinjić          | 6-1, 1-6, 6-1 |
| 7.  | 17 giugno 2012   | Trofeul Popeci, Craiova                                                         | Terra rossa | Cristina-Andreea Mitu   | 6-3, 6-4      |
| 8.  | 30 giugno 2012   | SMA Cup Sant'Elia, Roma                                                         | Terra rossa | Tereza Mrdeža           | 6-3, 6-0      |
| 9.  | 22 luglio 2012   | BCR Open Romania Ladies, Bucarest                                               | Terra rossa | Garbiñe Muguruza Blanco | 6-3, 4-6, 6-4 |
| 10. | 30 luglio 2012   | ITS Cup, Olomouc                                                                | Terra rossa | Alexandra Cadanțu       | 6-2, 6-3      |
| 11. | 14 ottobre 2012  | Torneo Internacional de Tenis Sant Cugat, Sant Cugat del Vallès                 | Terra rossa | Estrella Cabeza Candela | 6-1, 6-4      |
| 12. | 11 maggio 2015   | Open International Féminin Midi-Pyrénées Saint-Gaudens Comminges, Saint-Gaudens | Terra rossa | Jana Čepelová           | 6-1, 6-0      |
| 13. | 16 agosto 2015   | Advantage Cars Praga Open, Praga                                                | Terra rossa | Denisa Allertová        | 6-3, 7-6(5)   |
| 14. | 15 gennaio 2017  | Hammamet Open, Hammamet                                                         | Terra rossa | Julia Grabher           | 6-2, 6-3      |
| 15. | 22 gennaio 2017  | Hammamet Open, Hammamet                                                         | Terra rossa | Alexandra Dulgheru      | 6-3, rit.     |
| 16. | 18 febbraio 2017 | Movistar Womens, Manacor                                                        | Terra rossa | Anastasija Zaryc'ka     | 6-4, 6-2      |
| 17. | 11 giugno 2017   | Figueira da Foz Ladies Open, Figueira da Foz                                    | Cemento     | Sarah-Rebecca Sekulic   | 6-4, 6-2      |
| 18. | 20 agosto 2017   | Montreux Ladies Open, Montreux                                                  | Terra rossa | Deborah Chiesa          | 4-6, 6-1, 6-2 |

#### Sconfitte (4)
| Torneo $100.000 (0) |
| Torneo $80.000 (0)  |
| Torneo $75.000 (0)  |
| Torneo $60.000 (0)  |
| Torneo $50.000 (0)  |
| Torneo $25.000 (0)  |
| Torneo $15.000 (1)  |
| Torneo $10.000 (3)  |

| N. | Data              | Torneo                                                       | Superficie  | Avversaria in finale   | Punteggio     |
| 1. | 21 marzo 2010     | GD Tennis Cup, Adalia                                        | Terra rossa | Julia Mayr             | 2-6, 1-6      |
| 2. | 25 luglio 2010    | Torneo International de Tenis Ciudad de La Coruña, La Coruña | Cemento     | Leticia Costas Moreira | 6–1, 4–6, 3–6 |
| 3. | 26 settembre 2010 | Trofeo Magna Capitanata, Foggia                              | Terra rossa | Laura Pous Tió         | 6–3, 3–6, 4–6 |
| 4. | 12 febbraio 2017  | Movistar Womens, Manacor                                     | Terra rossa | Isabelle Wallace       | 3-6, 6(5)-7   |

### Doppio

#### Vittorie (5)
| Torneo $100.000 (0) |
| Torneo $80.000 (0)  |
| Torneo $75.000 (0)  |
| Torneo $60.000 (0)  |
| Torneo $50.000 (1)  |
| Torneo $25.000 (1)  |
| Torneo $15.000 (3)  |
| Torneo $10.000 (0)  |

| N. | Data             | Torneo                                                | Superficie  | Partner                  | Avversario in finale                    | Punteggio           |
| 1. | 10 ottobre 2010  | Torneo Internacional Femenino Villa de Madrid, Madrid | Terra rossa | Lara Arruabarrena Vecino | Irina-Camelia Begu Elena Bogdan         | 6-4, 7-5            |
| 2. | 14 gennaio 2017  | Hammamet Open, Hammamet                               | Terra rossa | Chloé Paquet             | Joséphine Boualem Julia Grabher         | 6-4, 6-4            |
| 3. | 21 gennaio 2017  | Hammamet Open, Hammamet                               | Terra rossa | Laura Pigossi            | Cristina Dinu Jana Sizikova             | 6-2, 6-4            |
| 4. | 17 febbraio 2017 | Movistar Womens, Manacor                              | Terra rossa | Olga Sáez Larra          | Yvonne Cavallé Reimers Charlotte Römer  | 6-3, 6-2            |
| 5. | 27 agosto 2017   | Braunschweig Women's Open, Braunschweig               | Terra rossa | Cornelia Lister          | Anastasija Komardina Diāna Marcinkēviča | 3–6, 7–6(5), [11–9] |

#### Sconfitte (1)
| Torneo $100.000 (0) |
| Torneo $80.000 (0)  |
| Torneo $75.000 (0)  |
| Torneo $60.000 (0)  |
| Torneo $50.000 (0)  |
| Torneo $25.000 (1)  |
| Torneo $15.000 (0)  |
| Torneo $10.000 (0)  |

| N. | Data           | Torneo                                    | Superficie  | Partner                  | Avversario in finale        | Punteggio        |
| 1. | 15 agosto 2010 | Flanders Ladies Trophy Koksijde, Koksijde | Terra rossa | Lara Arruabarrena Vecino | Nicole Clerico Justine Ozga | 7-5, 4-6, [6-10] |

## Grand Slam Junior

### Doppio

#### Sconfitte (1)
| Tornei del Grande Slam  |
| ----------------------- |
| Australian Open (0)     |
| Open di Francia (1)     |
| Torneo di Wimbledon (0) |
| US Open (0)             |

| N. | Data          | Torneo                  | Superficie  | Compagna                 | Avversarie in finale        | Punteggio |
| 1. | 5 giugno 2010 | Open di Francia, Parigi | Terra rossa | Lara Arruabarrena Vecino | Tímea Babos Sloane Stephens | 2-6, 3-6  |

## Risultati in progressione
| Sigla | Risultato               |
| ----- | ----------------------- |
| V     | Vincitore               |
| F     | Finalista               |
| SF    | Semifinalista           |
| O     | Oro olimpico            |
| A     | Argento olimpico        |
| SF    | Bronzo olimpico         |
| QF    | Quarti di Finale        |
| 4T    | Quarto turno            |
| 3T    | Terzo turno             |
| 2T    | Secondo turno           |
| 1T    | Primo turno             |
| RR    | Round Robin             |
| LQ    | Turno di qualificazione |
| A     | Assente                 |
| ND    | Non disputato           |

| Legenda superfici    |
| -------------------- |
| Cemento              |
| Terra battuta        |
| Erba                 |
| Superficie variabile |

### Singolare nei tornei del Grande Slam
| Torneo          | 2013 | 2014 | 2015 | V--S |
| --------------- | ---- | ---- | ---- | ---- |
| Australian Open | 1T   | A    | 1T   | 0-2  |
| Open di Francia | 2T   | 3T   | 1T   | 3-3  |
| Wimbledon       | 2T   | 1T   |      | 1-2  |
| US Open         | 2T   | 1T   |      | 1-2  |
| Totale          | 3-4  | 2-3  | 0-2  | 5-9  |

### Doppio nei tornei del Grande Slam
| Torneo          | 2013 | 2014 | 2015 | V--S |
| --------------- | ---- | ---- | ---- | ---- |
| Australian Open | A    | A    | 3T   | 2-1  |
| Open di Francia | 1T   | 2T   |      | 1-2  |
| Wimbledon       | 1T   | 1T   |      | 0-2  |
| US Open         | A    | 1T   |      | 0-1  |
| Totale          | 0-2  | 1-3  | 2-1  | 3-6  |

### Doppio misto nei tornei del Grande Slam
| Torneo          | 2013 | 2014 |
| --------------- | ---- | ---- |
| Australian Open | A    | A    |
| Open di Francia | A    | A    |
| Wimbledon       | 1T   | A    |
| US Open         | A    | A    |

## Vittorie contro giocatrici top 10
| Stagione | 2014 | Totale |
| -------- | ---- | ------ |
| Vittorie | 1    | 1      |

| #    | Giocatrice       | Ranking | Evento                          | Superficie | Turno | Punteggio        | Rank. MTTFR |
| ---- | ---------------- | ------- | ------------------------------- | ---------- | ----- | ---------------- | ----------- |
| 2014 |                  |         |                                 |            |       |                  |             |
| 1.   | Angelique Kerber | 6       | Indian Wells Open, Indian Wells | Cemento    | 2T    | 2-6, 7-6(5), 6–4 | 72          |